# Dobwalls
 (septembre 2023).
Dobwalls est une paroisse civile et un village des Cornouailles, en Angleterre.